# 2022-es magyar atlétikai bajnokság
A 2022-es magyar atlétikai bajnokság a 127. bajnokság volt.

## Időpontok
- téli dobó bajnokság: március 5., Szombathely
- mezeifutás: március 19., Gödöllő
- 20 km-es gyaloglás: március 20., Békéscsaba
- 35 km gyaloglás: április 23., Gyűgy
- 10 000 m: május 1., Budapest
- váltó bajnokság: május 7., Kecskemét
- félmaraton: május 8., Budapest
- pályabajnokság: június 24-26., Budapest
- többpróba: július 2-3., Pápa
- maraton: október 30., Frankfurt

## Eredmények

### Férfiak
| Versenyszám            | Arany                                                                      | Arany            | Ezüst                                                                          | Ezüst                 | Bronz                                                                     | Bronz                 |
| ---------------------- | -------------------------------------------------------------------------- | ---------------- | ------------------------------------------------------------------------------ | --------------------- | ------------------------------------------------------------------------- | --------------------- |
| 100 m                  | Illovszky Dominik Bp. Honvéd                                               | 10,45            | Pap Márk Ikarus BSE                                                            | 10,48                 | Máté Tamás Ferencvárosi TC                                                | 10,54                 |
| 200 m                  | Máté Tamás Ferencvárosi TC                                                 | 20,67            | Pap Márk Ikarus BSE                                                            | 20,78                 | Bundschu Patrik Vasas                                                     | 21,29                 |
| 400 m                  | Molnár Attila Ferencvárosi TC                                              | 47,01            | Ajide Dániel Ferencvárosi TC                                                   | 47,06                 | Wahl Zoltán Budafoki MTE                                                  | 47,14                 |
| 800 m                  | Kiss Gergő Sportolj Velünk SE                                              | 1:47,94          | Szögi István Sportolj Velünk SE                                                | 1:48,75               | Együd Máté MTK                                                            | 1:48,76               |
| 1500 m                 | Palkovits István Kecskeméti ARC                                            | 3:39,35          | Szögi István Sportolj Velünk SE                                                | 3:40,15               | Kiss Gergő Sportolj Velünk SE                                             | 3:40,61               |
| 5000 m                 | Lomb Ádám Pécsi VSK                                                        |                  | Farkas Dárius BEAC                                                             | 14:37,37              | Karsai Gábor Békéscsabai AC                                               | 14:40,01              |
| 10 000 m               | Szemerei Levente Szekszárdi Sportközpont                                   | 29:44,81         | Lomb Ádám Pécsi VSK                                                            | 30:01,22              | Jenkei Péter Vasas                                                        | 30:10,33              |
| maraton                | Jenkei Péter Vasas                                                         | 2:23:59          | Molnár Ákos Vasas                                                              | 2:32:34               | Lencse Gábor HK SE                                                        | 3:01:49               |
| 110 m gát              | Szeles Bálint Egri VSI                                                     | 13,63            | Eszes Dániel VS Dunakeszi                                                      | 13,69                 | Tano Leonardo Ikarus BSE                                                  | 14,16                 |
| 400 m gát              | Koroknai Tibor Debreceni SC-SI                                             | 50,99            | Bánóczy Árpád Vasas                                                            | 51,21                 | Molnár Csaba Ikarus BSE                                                   | 51,97                 |
| 3000 m akadály         | Palkovits István Kecskeméti ARC                                            | 8:32,29          | Kovács Ferenc Sportolj Velünk SE                                               | 8:52,25               | Horváth Barnabás KSI                                                      | 9:23,76               |
| 4 × 100 m váltó        | Kádasi Zalán Osztrogonácz András Illovszky Dominik Orosz Zoltán Bp. Honvéd | 40,93            | Sajgó Dávid Bundschu Patrik Zsolnai Bálint Gaál Botond Vasas                   | 40,93                 | Csornai János Mészáros Balázs Szabó Dániel Blaumann Marcell Alba Regia AK | 41,26                 |
| 4 × 200 m váltó        | Orosz Zoltán Nagy Richárd Less Dávid Czipó Marcell Bp. Honvéd              | 1:28,02          | Prepszl Máté Birovecz Ben Jordán Birovecz Bátor Péter Farkas Bálint Újpesti TE | 1:30,35               | Mebrathu Dániel Varga Bercel Palicsek Botond Gábris Dávid KSI             | 1:34,34               |
| 4 × 400 m váltó        | Enyingi Patrik Máté Tamás Ajide Dániel Molnár Attila Ferencvárosi TC       | 3:09,61          | Kiss Gergő Szögi István Kovács Ferenc Kubasi János Sportolj Velünk SE          | 3:17,01               | Simon Péter Pintér-Horváth Mátyás Varga Milán Vecsey László Győri AC      | 3:18,31               |
| 4 × 800 m váltó        | Horváth Csongor Várkonyi Balázs Horváth Barnabás Kasoly Benedek KSI        | 8:13,38          | Koós Erik Kemény Dávid Bánóczy Árpád Szabó Milán Vasas                         | 8:41,66               | Több induló nem volt.                                                     | Több induló nem volt. |
| 5000 m gyaloglás       | Helebrandt Máté Nyíregyázi SC                                              | 19:47,52         | Venyercsán Bence Bp. Honvéd                                                    | 20:17,45              | Bagdány Tomasz Tatabányai SC                                              | 20:52,18              |
| 20 km gyaloglás        | Helebrandt Máté Nyíregyázi SC                                              | 1:22:14          | Tóth Norbert H. Szondi SE                                                      | 1:27:12               | Tokodi Dávid Ferencvárosi TC                                              | 1:32:10               |
| 35 km gyaloglás        | Helebrandt Máté Nyíregyázi SC                                              | 2:36:14          | Tóth Norbert H. Szondi SE                                                      | 2:56:34               | Papp Ferenc Szegedi VSE                                                   | 3:17:43               |
| magasugrás             | Horváth Csaba Ikarus BSEBakosi Péter Nyíregyházi SC                        | 2,12 m           |                                                                                |                       | Török Gergely Debreceni SC-SI                                             | 2,08 m                |
| rúdugrás               | Nagy Marcell MTK                                                           | 5,35 m           | Kéri Tamás Ikarus BSE                                                          | 5,30 m                | Bánovics József MATE-GEAC                                                 | 5,10 m                |
| távolugrás             | Pap Kristóf Ferencvárosi TC                                                | 7,58 m           | Galambos Tibor Ferencvárosi TC                                                 | 7,53 m                | Pázmándi Dominik Szolnoki MÁV                                             | 7,20 m                |
| hármasugrás            | Galambos Tibor Ferencvárosi TC                                             | 16,16 m          | Szenderffy Dániel VS Dunakeszi                                                 | 15,67 m               | Iván Zsombor Debreceni SC-SI                                              | 14,94 m               |
| súlylökés              | Tóth Balázs Nyíregyházi SC                                                 | 17,50 m          | Kovács László Ikarus BSE                                                       | 16,96 m               | Fischer Márk Szegedi VSE                                                  | 16,84 m               |
| diszkoszvetés          | Szikszai Róbert Nyíregyházi SC                                             | 61,37 m          | Káplár János Nyíregyházi SC                                                    | 54,47 m               | Csontos Márton BSC                                                        | 54,16 m               |
| kalapácsvetés          | Halász Bence Dobó SE                                                       | 79,86 m          | Rába Dániel Dobó SE                                                            | 75,97 m               | Varga Donát Dobó SE                                                       | 73,71 m               |
| gerelyhajítás          | Kovács Noel Ikarus BSE                                                     | 75,77 m          | Herczeg György Ferencvárosi TC                                                 | 72,54 m               | Járvás Máté MTK                                                           | 68,34 m               |
| tízpróba               | Tóth Zsombor MATE-GEAC                                                     | 6483             | Palicsek Botond KSI                                                            | 6225                  | Hodossy-Takács Sámuel Debreceni SC-SI                                     | 5884                  |
| tízpróba csapat        | Palicsek Botond Gábris Dávid Varga Bercel KSI                              | 17 756           | Több induló nem volt.                                                          | Több induló nem volt. | Több induló nem volt.                                                     | Több induló nem volt. |
| félmaraton             | Szemerei Levente Szekszárdi Sportközpont                                   | 1:07:09          | Farkas Dárius BEAC                                                             | 1:07:24               | Jenkei Péter Vasas                                                        | 1:07:40               |
| félmaraton csapat      | Farkas Dárius Tóth Tamás Gyenes Donát BEAC                                 | 3:34:02          | Sós Barnabás Tompai Bálint Józsa Gábor Margitszigeti AC                        | 3:38:18               | Kovács Tamás Kis Áron Odonics Gábor VEDAC                                 | 3:45:19               |
| 20 km gyaloglás csapat | Nem volt induló.                                                           | Nem volt induló. | Nem volt induló.                                                               | Nem volt induló.      | Nem volt induló.                                                          | Nem volt induló.      |
| 35 km gyaloglás csapat | Nem volt induló.                                                           | Nem volt induló. | Nem volt induló.                                                               | Nem volt induló.      | Nem volt induló.                                                          | Nem volt induló.      |
| mezeifutás 8 km        | Palkovits István Kecskeméti ARC                                            | 24:29            | Pápai Márton MATE-GEAC                                                         | 24:32                 | Szögi István Sportolj Velünk SE                                           | 24:35                 |
| mezeifutás csapat      | Csere Gáspár Farkas Dárius Gyenes Donát BEAC                               | 27               | Szögi István Kiss Gergő Nick Márton Sportolj velünk SE                         | 38                    | Kovács Tamás Koszár Zsolt Honti Marcell VEDAC                             | 50                    |

### Nők
| Versenyszám            | Arany                                                               | Arany    | Ezüst                                                                          | Ezüst                 | Bronz                                                                | Bronz                 |
| ---------------------- | ------------------------------------------------------------------- | -------- | ------------------------------------------------------------------------------ | --------------------- | -------------------------------------------------------------------- | --------------------- |
| 100 m                  | Takács Boglárka Bp. Honvéd                                          | 11,58    | Kozák Luca Debreceni SC-SI                                                     | 11,75                 | Csóti Jusztina Ferencvárosi TC                                       | 11,77                 |
| 200 m                  | Takács Boglárka Bp. Honvéd                                          | 23,60    | Kocsis Anna Szolnoki MÁV                                                       | 23,87                 | Csóti Jusztina Ferencvárosi TC                                       | 23,93                 |
| 400 m                  | Nádházy Evelin MATE-GEAC                                            | 54,32    | Simon Virág MATE-GEAC                                                          | 54,89                 | Rapai Fanni Ikarus BSE                                               | 54,96                 |
| 800 m                  | Bartha-Kéri Bianka Sportolj Velünk SE                               | 2:01,37  | Heffner Hédi BEAC                                                              | 2:06,49               | Ferencz Anna MTK                                                     | 2:07,16               |
| 1500 m                 | Wagner-Gyürkés Viktória Ikarus BSE                                  | 4:10,73  | Tóth Lili Anna Bp. Honvéd                                                      | 4:17,58               | Varga Gréta Sportolj Velünk SE                                       | 4:21,69               |
| 5000 m                 | Wagner-Gyürkés Viktória Ikarus BSE                                  | 15:52,24 | Böhm Lilla Bp. Honvéd                                                          | 16:39,48              | Erdélyi Zsófia Csömöri Sport Kft                                     | 16:44,39              |
| 10 000 m               | Böhm Lilla Bp. Honvéd                                               | 34:13,54 | Szabó Nóra Margitszigeti AC                                                    | 34:34,87              | Erdélyi Zsófia Csömöri Sport Kft                                     | 36:07,55              |
| maraton                | Varga Beáta Postás SE                                               | 3:12:55  | Kis-Kovács Olga RunnersLab SE                                                  | 4:35:39               | Több induló nem volt.                                                | Több induló nem volt. |
| 100 m gát              | Kozák Luca Debreceni SC-SI                                          | 12,70    | Kerekes Gréta Debreceni SC-SI                                                  | 12,97                 | Krizsán Xénia MTK                                                    | 13,33                 |
| 400 m gát              | Molnár Janka Tatabányai SC                                          | 57,07    | Mohai Regina Alba Regia AK                                                     | 59,16                 | Dobránszky Laura MATE-GEAC                                           | 1:00,57               |
| 3000 m akadály         | Varga Gréta Sportolj Velünk SE                                      | 10:12,78 | Jánosi Lilla BEAC                                                              | 11:00,71              | Nagy Nóra Tatabányai SC                                              | 11:18,28              |
| 4 × 100 m              | Skriván Bíbor Sorok Klaudia Takács Boglárka Farkas Petra Bp. Honvéd | 45,13    | Sulyán Alexa Kriszt Sarolta Simon Virág Nádházy Evelin MATE-GEAC               | 45,41                 | Répási Petra Csóti Jusztina Kaptur Éva Joó Dóra                      | 46,43                 |
| 4 × 200 m váltó        | Sulyán Alexa Simon Virág Kriszt Sarolta Nádházy Evelin MATE-GEAC    | 1:36,41  | Szűcs Szabina Bathó Borbála Bottlik Judit Göblyös Csenge Bp. Honvéd            | 1:39,28               | Ecseki-Tóth Zsófi Hajdú Lotti Knipfer Ágnes Kocsis Anna Szolnoki MÁV | 1:39,67               |
| 4 × 400 m              | Simon Virág Dobránszky Laura Németh Nóra Nádházy Evelin MATE-GEAC   | 3:42,84  | Kovács Noémi Varga Gréta Besenyődi Petra Bartha-Kéri Bianka Sportolj Velünk SE | 3:48,98               | Bottlik Judit Nyilasi Diána Bathó Borbála Szűcs Szabina Bp. Honvéd   | 3:50,12               |
| 4 × 800 m váltó        | Magyar Júlia Erdélyi Katinka Ohn Kinga Heffner Hédi BEAC            | 9:09,5   | Nem volt több induló.                                                          | Nem volt több induló. |                                                                      |                       |
| 5000 m gyaloglás       | Oláh Barbara Békéscsabai AC                                         | 22:45,58 | Récsei Rita Bp. Honvéd                                                         | 23:28,99              | Spiller Tiziana Bp. Honvéd                                           | 25:04,46              |
| 20 km gyaloglás        | Oláh Barbara Békéscsabai AC                                         | 1:31:48  | Récsei Rita Bp. Honvéd                                                         | 1:38:32               | Zahorán Petra Békéscsabai AC                                         | 1:42:40               |
| 35 km gyaloglás        | Madarász Viktória Újpesti TE                                        | 2:50:29  | Oláh Barbara Békéscsabai AC                                                    | 2:57:48               | Récsei Rita Bp. Honvéd                                               | 3:02:11               |
| magasugrás             | Szabó Barbara MTK                                                   | 1,84 m   | Fekete Fédra Bp. Honvéd                                                        | 1,82 m                | Barna Patrícia Kecskeméti ARC                                        | 1,73 m                |
| rúdugrás               | Klekner Hanga Debreceni SC-SI                                       | 4,45 m   | Garamvölgyi Petra Pécsi VSK                                                    | 4,00 m                | Szabó Diana MATE-GEAC                                                | 3,90 m                |
| távolugrás             | Farkas Petra Bp. Honvéd                                             | 6,37 m   | Lesti Diana Tatabányai SC                                                      | 6,36 m                | Endrész Klaudia MTK                                                  | 6,31 m                |
| hármasugrás            | Nyisztor Petra                                                      | 12,94 m  | Áts Viktória Tatabányai SC                                                     | 12,76 m               | Hoffer Krisztina Tatabányai SC                                       | 12,41 m               |
| súlylökés              | Márton Anita Békéscsabai AC                                         | 17,63 m  | Veiland Violetta Szegedi VSE                                                   | 15,71 m               | Beregszászi Renáta Szegedi VSE                                       | 14,66 m               |
| diszkoszvetés          | Márton Anita Békéscsabai AC                                         | 56,07 m  | Kerekes Dóra Nyíregyházi SC                                                    | 51,59 m               | Váradi Krisztina Maximus SE                                          | 46,07 m               |
| kalapácsvetés          | Gyurátz Réka Dobó SE                                                | 71,00 m  | Németh Zsanett Dobó SE                                                         | 66,73 m               | Viszkeleti Villő Dobó SE                                             | 61,52 m               |
| gerelyhajítás          | Szilágyi Réka Debreceni SC-SI                                       | 57,46 m  | Kövér Fanni VEDAC                                                              | 55,32 m               | Moravcsik Angéla MTK                                                 | 50,37 m               |
| hétpróba               | Szűcs Szabina Bp. Honvéd                                            | 5434     | Barna Patrícia Kecskeméti ARC                                                  | 4927                  | Mórocz Boglárka Vasas                                                | 4861                  |
| hétpróba csapat        | Szűcs Szabina Nyilasi Diána Fekete Fédra Bp. Honvéd                 | 14 407   | Barna Patrícia Kovács Nóra Kerezsi Judit Kecskeméti ARC                        | 12 753                | Nemes Kincső Sipos Borbála Bajnok Borbála KSI                        | 10 926                |
| félmaraton             | Szabó Nóra Margitszigeti AC                                         | 1:12:54  | Erdélyi Zsófia Csömöri Sport Kft                                               | 1:15:03               | Kácser Zita Diósgyőri VTK                                            | 1:19:05               |
| félmaraton csapat      | Kácser Zita Zákányi Panna Behan Anikó Diósgyőri VTK                 | 4:16:04  | Szabó Nóra Szabó Eszter Hajduk Eszter Margitszigeti AC                         | 4:24:33               | Erdélyi Zsófia Kálóczi-Tóth Magdolna Mayer Anett Csömöri Sport Kft   | 4:28:38               |
| mezeifutás 5 km        | Urbán Zita Bp. Honvéd                                               | 17:22    | Mag Viktória Salgótarjáni AC                                                   | 17:29                 | Varga Gréta Sportolj Velünk SE                                       | 17:39                 |
| mezeifutás csapat      | Urbán Zita Mógor Boglárka Horváth Tímea Bp. Honvéd                  | 22       | Varga Gréta Bartha-Kéri Bianka Gedra Szabina Sportolj Velünk SE                | 34                    | Ohn Kinga Janositz Gréta Molnár Valéria BEAC                         | 36                    |
| 20 km gyaloglás csapat | Récsei Rita Csörgő Dóra Komáromy Andrea Bp. Honvéd                  | 5:44:52  | Több induló nem volt.                                                          | Több induló nem volt. | Több induló nem volt.                                                | Több induló nem volt. |

## Téli dobóbajnokság
Férfiak
| Versenyszám   | Arany                          | Arany   | Ezüst               | Ezüst   | Bronz                | Bronz   |
| ------------- | ------------------------------ | ------- | ------------------- | ------- | -------------------- | ------- |
| diszkoszvetés | Káplár János Nyíregyházi SC    | 51,41 m | Péringer Márk VEDAC | 50,60 m | Csontos Márton BSC   | 49,28 m |
| kalapácsvetés | Halász Bence Dobó SE           | 78,29 m | Rába Dániel Dobó SE | 72,94 m | Pásztor Bence VEDAC  | 72,39 m |
| gerelyhajítás | Herczeg György Ferencvárosi TC | 74,66 m | Jancsik Martin MTK  | 57,71 m | Némethy Szabolcs MTK | 56,66 m |

Nők
| Versenyszám   | Arany                           | Arany   | Ezüst                       | Ezüst   | Bronz                | Bronz   |
| ------------- | ------------------------------- | ------- | --------------------------- | ------- | -------------------- | ------- |
| diszkoszvetés | Márton Anita Békéscsabai AC     | 54,28 m | Kerekes Dóra Nyíregyházi SC | 49,10 m | Gyurátz Réka Dobó SE | 44,14 m |
| kalapácsvetés | Gyurátz Réka Dobó SE            | 67,66 m | Németh Zsanett Dobó SE      | 64,83 m | Csatári Jázmin VEDAC | 62,54 m |
| gerelyhajítás | Bogdán Annabella Békéscsabai AC | 53,43 m | Eszenyi Napsugár MATE-GEAC  | 47,15 m | Till Adél VEDAC      | 44,77 m |